# Strebersdorfer Friedhof

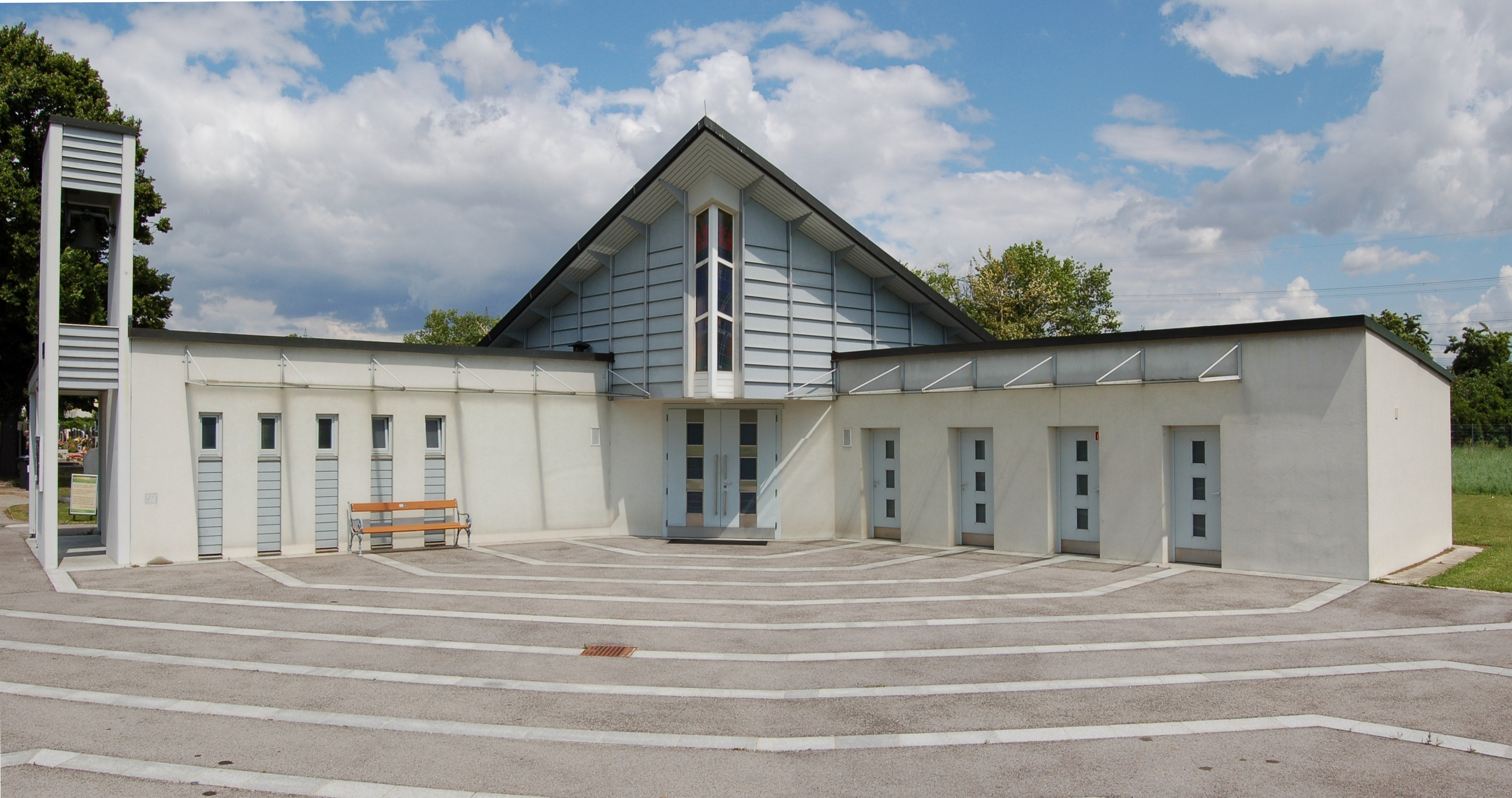
Aufbahrungshalle

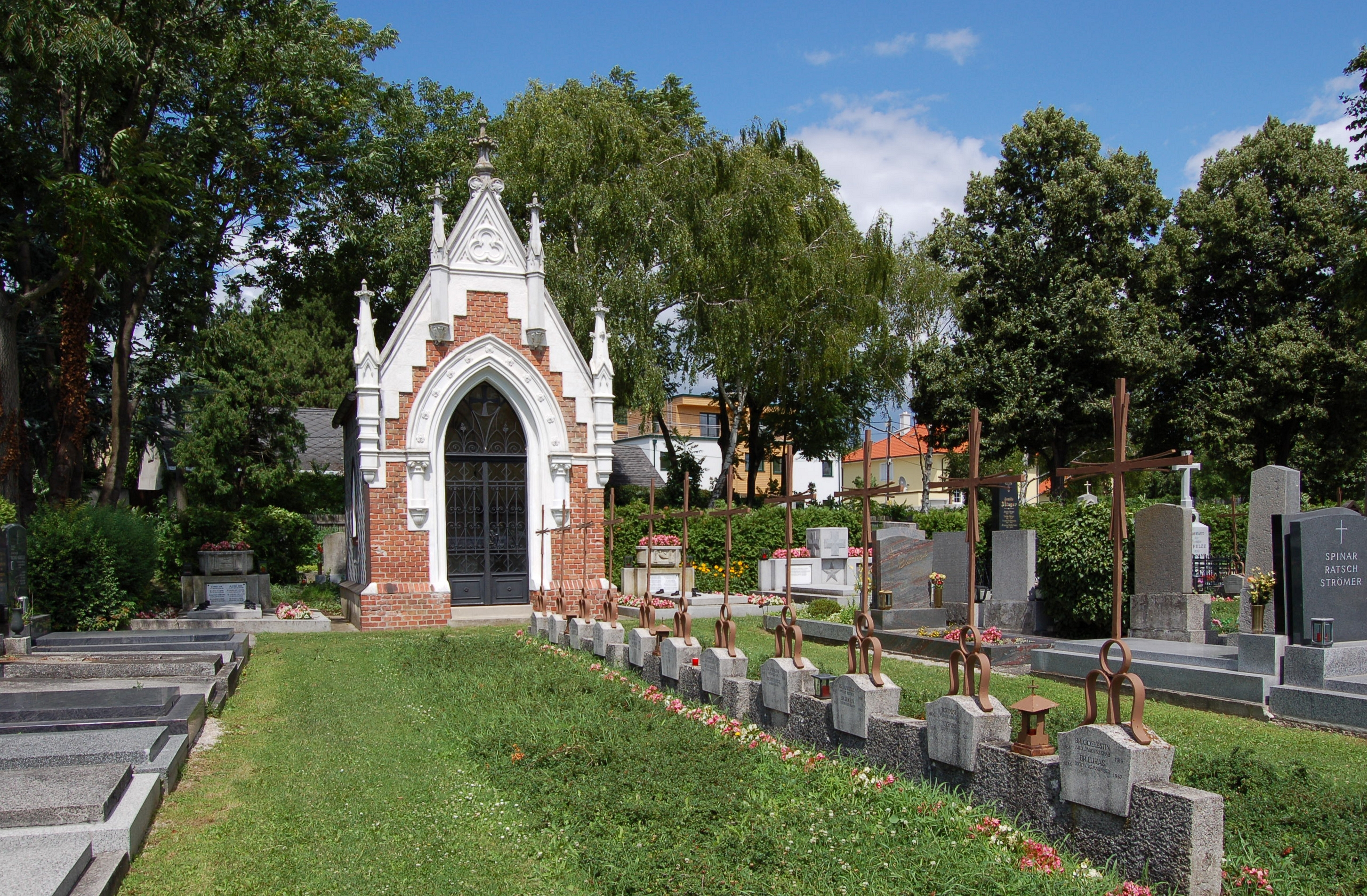
Kapelle und Gräber der Schulbrüder

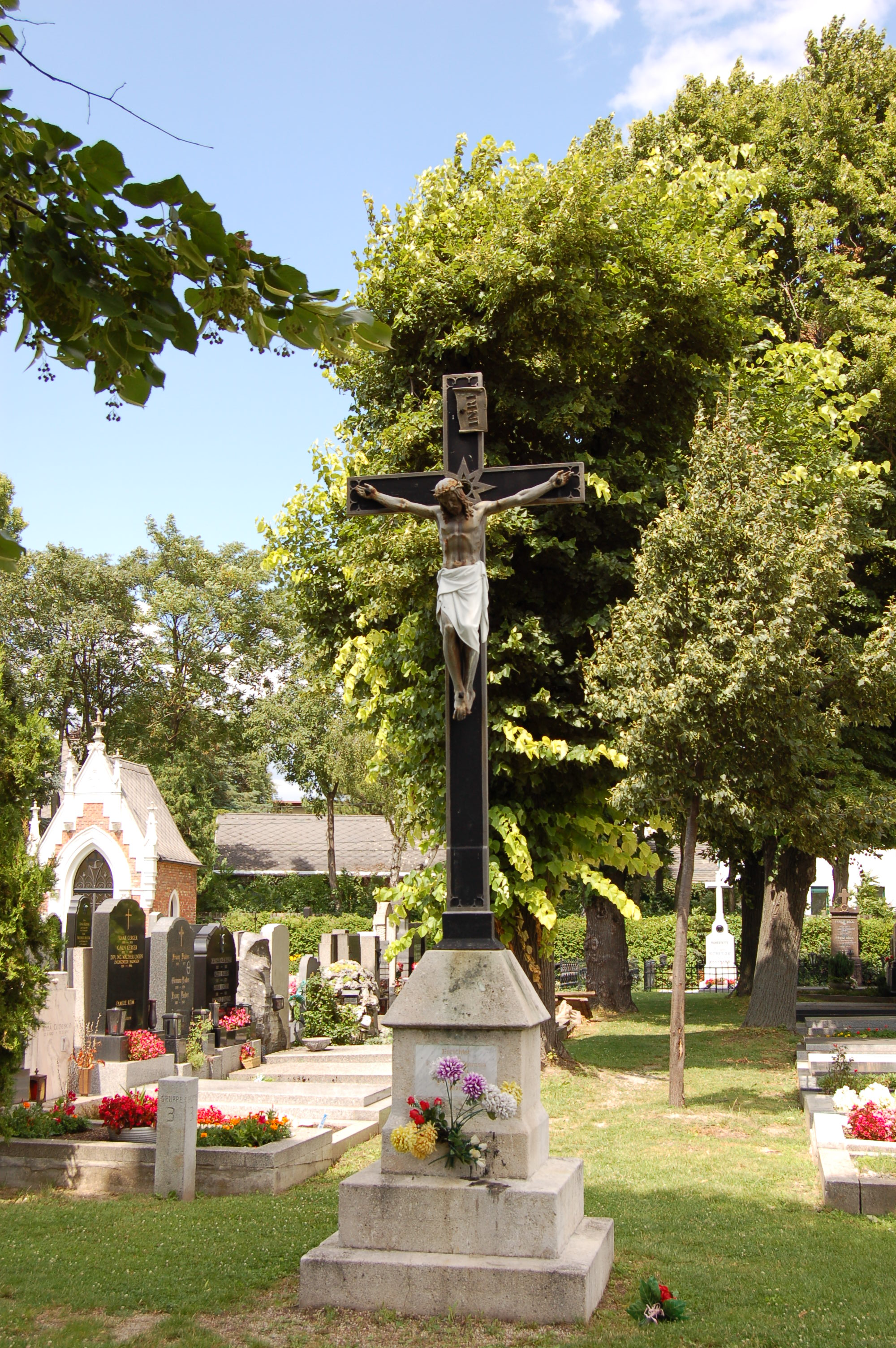
Friedhofskreuz

Der Strebersdorfer Friedhof ist ein Friedhof im 21. Wiener Gemeindebezirk Floridsdorf.

## Lage
Der Friedhof liegt im Bezirksteil Strebersdorf im Nordwesten von Floridsdorf, Anton-Haberzeth-Gasse 6. Der Friedhof wird im Westen von der Anton-Haberzeth-Gasse, im Süden von der Pfarrer-Passecker-Straße und im Norden von der Straße Am Bisamberg umschlossen. Der Friedhof umfasst eine Fläche von 31.722 Quadratmeter und beherbergt 1.387 Grabstellen.

## Geschichte
Strebersdorf gehörte ursprünglich zur Pfarre Stadlau. 1541 wurde der Ort von Kagran nach Stammersdorf ausgepfarrt. Damit wurde der Stammersdorfer Ortsfriedhof der zuständige Beerdigungsfriedhof für die Bewohner von Strebersdorf. Zuletzt wurden die Toten am 1833 gemeinsam mit der Gemeinde Stammersdorf errichteten Friedhof bestattet. Am 21. Oktober 1877 fasste die Gemeinde Strebersdorf den Beschluss, auf Grund der Entfernung zum bisherigen Friedhof einen eigenen Ortsfriedhof zu errichten. Ab dem Jahr 1878 wurden auf dem Friedhof Verstorbene beigesetzt, die Weihe erfolgte am 13. August 1878. Das Grundstück verfügte über eine kleine Kapelle und stand für Verstorbene jeglicher Konfession offen. Das Friedhofskreuz wurde von der Familie des „Wirtschaftsbesitzers“ Traxler gestiftet.
Bereits 1892 erfolgte eine erste Erweiterung des Friedhofes. Weitere Vergrößerungen wurden 1902 und 1910 durchgeführt. Nach der Eingemeindung zu Wien verfügte der Friedhof über eine Größe von 5.184 Quadratmeter. Er war im Jahr 1910 bereits vollständig belegt und zu dieser Zeit nur für Katholiken bestimmt. Deshalb durften ab 1911 nur noch Grüfte, Familiengräber und Einzelgräber erster und dritter Klasse ausgeführt werden, bei Einzelgräbern dritter Klasse war eine Verlängerung des Benützungsrechtes nicht mehr möglich. 1917 wurde auch die Vergabe von Familiengräbern gestoppt. Die Errichtung eines symmetrisch zur Totenkammer liegenden Wohngebäudes genehmigte das Wiener Stadtbauamt 1914. Durch die fortwährende Platznot verhängte der Wiener Gemeinderat 1923 einen Stopp der Neuvergabe neuer Gräber. Der Beschluss wurde jedoch auf Wunsch der Bevölkerung rückgängig gemacht und ein Teil des Friedhofes für Neubelegungen wieder geöffnet.
1926 ließ der Gemeinderat eine neue Leichenhalle errichten, die dringend benötigte Erweiterung des Friedhofes erfolgte 1959 und 1979. Die Gräber der Schulbrüder erhielten 1965 neue Kreuze und Grabplatten nach den Entwürfen von Professor Bruder Georg Schill. Der Neubau der Aufbahrungshalle erfolgte ab 1998 und wurde am 16. Mai 2000 geweiht. Die Planung übernahm der Architekt Christof Riccabona, die Glasfenster und die Altarflügel gestaltete Helmut Margreiter. Die Fußböden, der Altartisch sowie der Urnen- und Tumbatisch wurden in Carrara-Marmor und Glas ausgeführt. Die Bestuhlung erfolgte mit Thonet-Sesseln, für die Beleuchtungskörper wurde vernickeltes Messing gewählt.

## Grabstätten bedeutender Persönlichkeiten
| Name               | Lebensdaten | Tätigkeit       |
| ------------------ | ----------- | --------------- |
| Vinzenz Oberhammer | 1901–1993   | Kunsthistoriker |
| Alois Musil        | 1913–1994   | Manager         |